# Spoele
Spoele is een wijk in de Belgische stad Lokeren. De wijk maakt tegenwoordig onderdeel uit van het stadsdeel Lokeren-Zuid.

## Geschiedenis
Spoele bestond in de 18de eeuw uit een molen en bebouwing. Het gehucht werd pas in 1841 vermeld voor het eerst vermeld als Moulin de Spoele. Pas na de Tweede Wereldoorlog werd het gehucht een wijk onder de huidige naam Spoele.
Het gehucht bleef tot in de 20ste eeuw landelijk maar raakten door verdere lintbebouwing wel met Bokslaar, Everslaar, Naastveld en met het stadscentrum verbonden. Begin jaren 70 werd zo'n kilometer ten zuiden de snelweg A14/E17 aangelegd. Ten noorden van Spoele, tussen de wijk en stadscentrum, werd de Koningin Bouwewijnlaan aangelegd. De groeiende wijk werd een zelfstandige parochie, waarvoor op het eind van de jaren 70 een kerk werd opgetrokken, gewijd aan Sint-Jozef.

## Verkeer en vervoer
Spoele wordt ten noorden en ten oosten begrensd door de N47, en ten westen door spoorlijn 57.

Deelgemeenten: Daknam · Eksaarde · Lokeren · Moerbeke

Dorpen: Doorslaar · Heiende · Koewacht · Kruisstraat · Oudenbos

Gehuchten: Brandbezen · Bautschoot · Briel · Calaigne · Caudenborm · De Katte · Den Oever · Duivekeet · Eksaardedam · Everslaar · Fortuine · Ganzendries · Lammeken · Heydensveer · Hillare · Hul · Keerken · Keersmakers · Molenhoek · Molsbergen · Naastveld ·  Nieuwpoort · Oosteindeke · Pereboom · Rijssel · Rode Sluis · Scheepken · Staakte · Stenenbrug · Terwest · Turfakkers · Veldeken · Vogelzang · Vossel · Werkstede · Westhoek · Zeveneekskens · Zwarte Sluis

Wijken: Bergendries · Bokslaar · Bloemenwijk · De Kop · Flamigantenwijk · Ledehof · Heirbrug · Lokeren-Zuid · Puttenen · Rozen · Schrijverswijk · Spoele · Stationswijk · Vogelkwijk

Buurten: Kouter · Oude Brug · 't Zand

Belgische gemeenten · Arrondissement Sint-Niklaas · Oost-Vlaanderen · Vlaanderen